# Campionati europei di atletica leggera indoor 2021 - 1500 metri piani femminili
La gara degli 1500 metri piani femminili ai campionati europei di atletica leggera indoor di Toruń 2021 si è svolta il 5 e il 6 marzo 2021 presso l'Arena Toruń.

## Podio
| Pos.    | Atleta           | Nazionalità |
| ------- | ---------------- | ----------- |
| Oro     | Elise Vanderelst | Belgio      |
| Argento | Holly Archer     | Regno Unito |
| Bronzo  | Hanna Klein      | Germania    |

## Record
| Record                | Record        | Record  | Record            | Record          |
| --------------------- | ------------- | ------- | ----------------- | --------------- |
| Record mondiale       | Gudaf Tsegay  | 3'53"09 | Liévin, Francia   | 9 febbraio 2021 |
| Record europeo        | Abeba Aregawi | 3'57"91 | Stoccolma, Svezia | 6 febbraio 2014 |
| Record dei campionati | Laura Muir    | 4'02"39 | Belgrado, Serbia  | 4 marzo 2017    |

## Programma
| Data         | Ora   | Turno    |
| ------------ | ----- | -------- |
| 5 marzo 2021 | 12:22 | Batterie |
| 6 marzo 2021 | 19:50 | Finale   |

## Risultati

### Batterie
Qualificazione: Le prime due di ogni batteria (Q) e le successive tre migliori atlete (q) avanzano alle semifinali
| Posizione | Batteria | Atleta                        | Nazionalità | Tempo   | Note                                     |
| --------- | -------- | ----------------------------- | ----------- | ------- | ---------------------------------------- |
| 1         | 3        | Hanna Klein                   | Germania    | 4'09"35 | Q                                        |
| 2         | 1        | Holly Archer                  | Regno Unito | 4'09"77 | Q                                        |
| 3         | 1        | Gesa Felicitas Krause         | Germania    | 4'09"92 | Q                                        |
| 4         | 3        | Águeda Muñoz                  | Spagna      | 4'09"94 | Q                                        |
| 5         | 1        | Elise Vanderelst              | Belgio      | 4'10"49 | q                                        |
| 6         | 3        | Katie Snowden                 | Regno Unito | 4'10"70 | q                                        |
| 7         | 1        | Marta Pérez                   | Spagna      | 4'11"27 | q                                        |
| 8         | 1        | Diana Mezuliáníková           | Rep. Ceca   | 4'11"48 | Miglior prestazione personale            |
| 9         | 3        | Martyna Galant                | Polonia     | 4'12"08 |                                          |
| 10        | 2        | Daryia Barysevich             | Bielorussia | 4'12"11 | Q                                        |
| 11        | 2        | Esther Guerrero               | Spagna      | 4'12"39 | Q                                        |
| 12        | 1        | Federica Del Buono            | Italia      | 4'12"79 | Miglior prestazione personale stagionale |
| 13        | 3        | Marta Pen                     | Portogallo  | 4'12"95 |                                          |
| 14        | 2        | Caterina Granz                | Germania    | 4'13"53 |                                          |
| 15        | 3        | Lenuța Simiuc                 | Romania     | 4'14"94 | Miglior prestazione personale            |
| 16        | 2        | Gaia Sabbatini                | Italia      | 4'17"21 |                                          |
| 17        | 1        | Orysya Demyanyuk              | Ucraina     | 4'17"52 |                                          |
| 18        | 2        | Claudia Bobocea               | Romania     | 4'18"00 |                                          |
| 19        | 2        | Klaudia Kazimierska           | Polonia     | 4'18"24 |                                          |
| 20        | 2        | Lindsey De Grande             | Belgio      | 4'18"45 |                                          |
| 21        | 3        | Anastasia-Panayiota Marinakou | Grecia      | 4'19"60 | Miglior prestazione personale stagionale |
| 22        | 3        | Vera Hoffmann                 | Lussemburgo | 4'20"50 |                                          |

### Finale
| Posizione | Atleta                | Nazionalità | Tempo   | Note |
| --------- | --------------------- | ----------- | ------- | ---- |
| Oro       | Elise Vanderelst      | Belgio      | 4'18"44 |      |
| Argento   | Holly Archer          | Regno Unito | 4'19"91 |      |
| Bronzo    | Hanna Klein           | Germania    | 4'20"07 |      |
| 4         | Marta Pérez           | Spagna      | 4'20"39 |      |
| 5         | Esther Guerrero       | Spagna      | 4'20"45 |      |
| 6         | Katie Snowden         | Regno Unito | 4'21"81 |      |
| 7         | Daryia Barysevich     | Bielorussia | 4'22"98 |      |
| 8         | Gesa Felicitas Krause | Germania    | 4'24"26 |      |
|           | Águeda Muñoz          | Spagna      | dq      |      |